# Брайан О’Рурк (1540—1591)
Сэр Брайан О’Рурк (ирл. Brian na Múrtha Ó Ruairc) (ок. 1540 — 3 ноября 1591) — король, затем лорд Западного Брейфне в Ирландии (1566—1591). Он правил на более поздних этапах завоевания Ирландии Тюдорами, и его правление было отмечено вторжениями англичан на его земли. Несмотря на то, что он был посвящен в рыцари англичанами в 1567 году, позже он будет объявлен мятежником и вынужден бежать из своего королевства в 1590 году. В начале 1591 года он отправился в Шотландию за помощью к королю Якову VI Стюарту, однако ему предстояло стать первым человеком, экстрадированым в Британию по обвинению в преступлениях, совершенных в Ирландии, был приговорен к смертной казни в Лондоне в ноябре 1591 года.

## Ранняя жизнь
О’Рурк принадлежал к одной из выдающихся династий гэльской Ирландии и был известен как красивый и необычайно образованный гэльский лорд. Он взял на себя руководство династией в середине 1560-х годов, убив своих старших братьев, но его территория в Западном Брейфне на границе с Ольстером вскоре перешла под управление недавно созданного президентства Коннахта. Его территория была сосредоточена на берегах Лох-Гилл и в районе Дромахэра. Фундамент дома клана О’Рурк можно увидеть сегодня в замке Паркс, недалеко от Дромахэра.
Хотя англичане и посвятили О’Рурка в рыцари, со временем он выбил их из колеи. Английский лорд-наместник Ирландии, сэр Генри Сидни описал его в 1575 году как самого гордого человека, с которым он имел дело в Ирландии. Точно так же президент Коннахта сэр Николас Малби назвал его «самым гордым человеком, живущим сегодня на земле». Десять лет спустя сэр Эдвард Уотерхауз думал о нем как о «несколько ученом, но дерзком и гордом человеке, не более послушном, чем те, кого сдерживают силы Её Величества».

## Коннахт

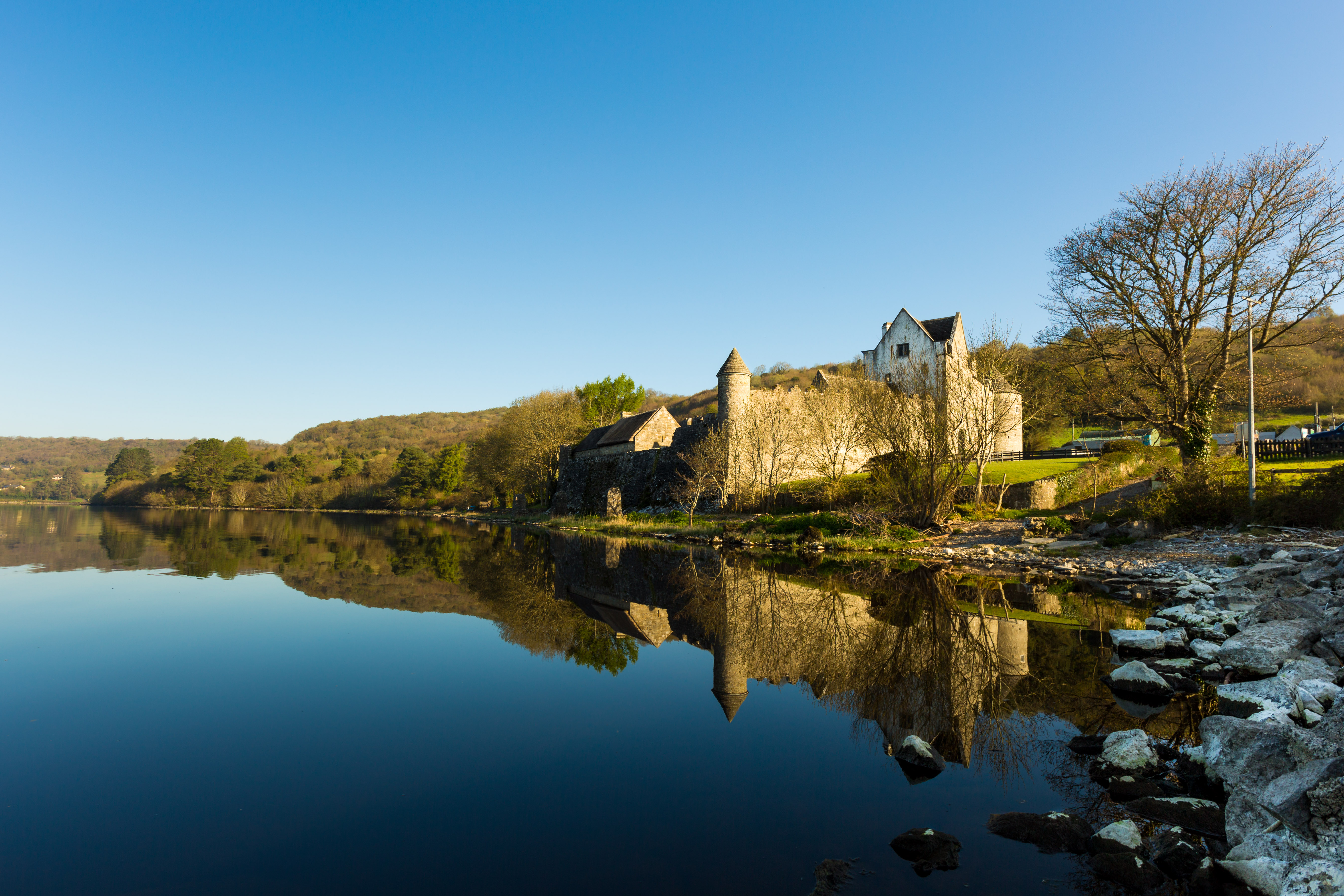
Замок О’Рурка в Лох-Гилл.

Брайан О’Рурк был готов иметь дело с английским правительством, и в соглашении, заключенном с Малби в 1577 году, он признал суверенитет ирландской короны при Елизавете I. Но его лояльность была поставлена под сомнение в течение двух лет, во время второго восстания Десмонда в Манстере, когда он восстал против президентства Коннахта. Подозревалось, что его действия были вызваны связью со старой английской семьей Диллон в соседнем графстве Мит, которые были заняты попыткой распространить свое влияние и владения в северных центральных землях, а не прямым сговором с мятежниками Фицджеральдами.
Сэр Ричард Бингем занял пост президента Коннахта в 1584 году, когда сэр Джон Перрот был назначен лордом-наместником Ирландии. Брайан О’Рурк немедленно пожаловался на притеснения со стороны нового президента весной и летом того же года, и в сентябре Бингем получил приказ от своего начальника в Дублинском замке воздержаться от экспедиций в Брейфне. Хотя эта территория и входила в провинцию Коннахт, она не подчинялась королевскому шерифу, и О’Рурк был счастлив сохранить за собой свободу действий. Он действительно поддерживал отношения с Дублином, его присутствие на открытии парламента в 1585 году, где он был замечен одетым во все черное в компании своей поразительно красивой жены.
Готовясь к составлению Коннахта, в соответствии с которым лорды этой провинции должны были заключить соглашение с английским правительством, чтобы упорядочить свое положение, Брайан О’Рурк отказался от своего наследственного лордства в 1585 году. Таким образом, он должен был получить свои земли в обмен на рыцарскую службу в обмен на гравированный золотой знак, который должен был вручаться лорду-наместнику каждый год в середине лета. Это казалось сбалансированным компромиссом, но О’Рурк отказался принять письменный патент и никогда не считал свои условия обязательными.
К маю 1586 года напряженность в отношениях с президентом возросла, и Брайан О’Рурк выдвинул против него обвинения перед Дублинским советом, которые были отвергнуты. Ричард Бингем считал, что сэр Джон Перрот был за покушением на его власть, но мало что мог сделать, пока находился в Ирландии. В 1587 году после президентского выезда (он должен был вернуться в течение года), Джон Перрот потребовал от Брайана О’Рурка выплатить годовой оброк и, в то же время позволяет ему взимать те или иные незаконные поборы, назначив лорда Западного Брейфне шерифом графства Литрим на два года.

## Восстание
Брайан О’Рурк был недоволен вмешательством англичан в его дела, и его вполне устраивало, что его называют главным католическим лордом. После отъезда Джона Перрота он помог по меньшей мере восьмидесяти уцелевшим членам испанской Армады, включая Франсиско де Куэльяра, покинуть страну зимой 1588 года и считался дружелюбным к будущим приемам испанских войск. Хотя его и не объявили мятежником, он оказал решительное сопротивление президентству Коннахта — опять же под руководством Ричарда Бингема — и не был приведен к покорности.
Требования Брайана О’Рурка к английскому правительству росли вместе с насилием на границах Западного Брейфне. На мирных переговорах в 1589 году он действительно принял условия выплаты королевской дани, которые были согласованы его дедом, но сопротивлялся условиям 1585 года и отказался разрешить создание королевской администрации в новом графстве Литрим. Вместо этого он добивался назначения сенешалем под прямой властью Дублинского правительства, что делало его независимым от президента Коннахта Ричарда Бингема. Он также стремился к безопасному владению своими землями, безопасному поведению для жизни и гарантии свободы от преследования со стороны войск президента любых торговцев, въезжающих на его территорию. Взамен он мог дать только одно обещание — свое слово. Член Дублинского совета Роберт Диллон посоветовал ему держаться подальше, намекнув, что О’Рурк будет взят под стражу, если он явится и подчинится королевской власти, но О’Рурк отклонил предложение правительства.

## Бегство иэкстрадиция

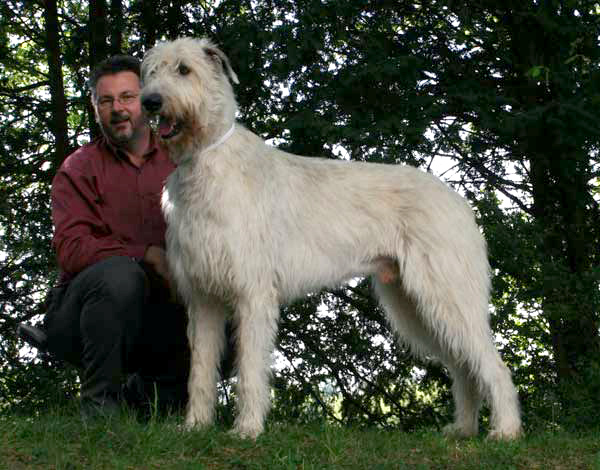
Брайан О’Рурк подарил шотландскому монарху Якову VI Стюарту четырех ирландских волкодавов.

В правление преемника Джона Перрота посту лорда-наместника сэра Уильяма Фицуильяма усилилось давление на территории, граничащие с провинцией Ольстер. Таким образом, весной 1590 года войска Ричарда Бингема заняли Западное Брейфне, а Брайан О’Рурк бежал. Позднее в том же году прилегающая территория Монахана была захвачена английской короной после казни местного лорда Хью Ро Мак-Магона.
Брайан О’Рурк прибыл в Шотландию в феврале 1591 года с «шестью прекрасными ирландскими чеглоками и четырьмя большими собаками, которые будут представлены королю». Он искал не только убежища, но и возможности вербовать наемников для борьбы с оккупацией своих владений. Посоветовавшись с английским послом Робертом Боузом, шотландский король Яков VI Стюарт отказал ему в аудиенции, и королева Елизавета (опираясь на Бервикский договор 1586 года) обратилась с настоятельной просьбой о передаче О’Рурка под её опеку.
Дело было передано Шотландскому Тайному совету, который с готовностью отдал приказ — несмотря на некоторые возражения — арестовать и передать английской короне войска мятежного ирландского лорда. Советники Елизаветы Тюдор недвусмысленно настаивали на помиловании О’Рурка, и некоторые шотландские советники согласились на экстрадицию, полагая, что его жизнь будет сохранена. Ожидание было обмануто, как и сам король в последующие годы, когда англичане отказали ему в выдаче последователей графа Ботвелла.
Брайан О’Рурк был арестован в Глазго, где местные горожане добивались отсрочки его доставки под стражу, опасаясь за свою ирландскую торговлю. Отказ в их просьбе вызвал возмущение, и королевские офицеры Джон Кармайкл и Уильям Стюарт из Блантайра были прокляты как «рыцари королевы Елизаветы» с утверждением, что шотландский король был куплен с английскими ангелами (ссылка на пенсию, которую король получил из Англии). Некоторые кредиторы О’Рурка опасались, что его долги останутся неоплаченными, но английский посол внес свой вклад в размере 47 фунтов стерлингов. О’Рурк был вывезен из Глазго во второй половине дня 3 апреля 1591 года в разгар бунта. Два корабля на западном побережье были разграблены, и после того, как несколько экипажей были убиты ирландцами в знак протеста против обращения с О’Рурком, на всех судах, отплывающих в Ирландию, пришлось расставить вооруженную охрану.

## Суд и казнь

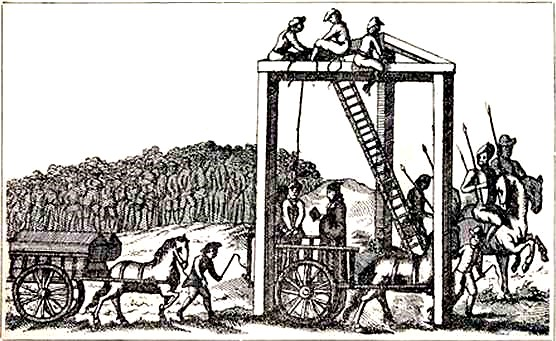
Брайан О’Рурк был признан виновным в «государственной измене» и приговорен к смертной казни в Тайберне.

Брайан О’Рурк был переведен в Лондонский Тауэр, где его держали под строгим надзором, пока не начались юридические споры. Хотя судебные процессы по делам о государственной измене в эпоху Тюдоров имели больше общего с политическим театром, чем с отправлением правосудия, этот вопрос не был предрешен заранее: существовал серьезный вопрос о том, можно ли судить О’Рурка в Англии за государственную измену, совершенную в Ирландии. Судьи пришли к смешанному, предварительному мнению, что процесс может быть продолжен в соответствии с законом об измене, принятым при короле Генрихе VIII.
Тем временем в Дублине против Брайана О’Рурка были составлены статьи при содействии Ричарда Бингема (любопытно, что он жаловался на то, что его заставляют давать показания), а в Слайго присяжные вынесли обвинительный приговор. Эти дела были переданы в Англию, где суд присяжных Мидлсекса нашло доказательства различных преступлений государственной измены, наиболее существенные из которых касались помощи, оказанной выжившим армадам, попытки собрать наемников в Шотландии и различных вооруженных рейдов, совершенных О’Рурком в графствах Слайго и Роскоммон. Было еще одно обвинение, связанное со странным инцидентом в 1589 году, когда по приказу О’Рурка изображение королевы (резьба по дереву или картина-неизвестно) было привязано к хвосту лошади и вываляно в грязи . Это было названо предательством образа, но было высказано предположение, что это был просто древний новогодний ритуал, намеренно неправильно истолкованный в интересах процесса предъявления обвинения.
О’Рурку было предъявлено обвинение 28 октября 1591 года, и обвинительный акт был переведен для него на ирландский язык. Один наблюдатель сказал, что он отказался признать свою вину, но в протоколе говорится, что заявление о невиновности было подано (вероятно, по указанию суда). Подсудимого спросили, как он хочет, чтобы его судили, и он ответил, что предстанет перед судом присяжных, если ему дадут неделю на изучение доказательств, а затем дадут хорошего адвоката и только если сама королева будет судить. Судья отклонил эти просьбы и объяснил, что присяжные все равно будут судить его. Суд продолжился, и О’Рурк был признан виновным и приговорен к смертной казни.
3 ноября 1591 года Брайан О’Рурк был приглашен в Тайберн. На эшафоте Милер Маграт, архиепископ Кашельский, искал покаяния в грехах осужденного. В ответ на это О’Рурк оскорбил его насмешками над его сомнительной верой и кредитом и отверг как человека развращенной жизни, который нарушил свой обет, отрекшись от ордена францисканцев. Затем о’Рурк был казнен через повешение и четвертование.
В своем эссе о нравах Фрэнсис Бэкон упоминает ирландского мятежника, повешенного в Лондоне, который потребовал, чтобы приговор был приведен в исполнение не веревочным недоуздком, а ивовым прутом — обычным орудием среди ирландцев, вполне вероятно, что это был Брайан О’Рурк.

## Наследие
Опыт о’Рурка как мятежного ирландского лорда сам по себе не примечателен. Примечательна комбинация, использованная при его ареста: во-первых, кампания, проведенная под руководством Фицуильяма, чтобы оказать давление на границы Ольстера; а затем сотрудничество шотландского короля с королевой Англии, приведшее к первой экстрадиции в пределах Британии и судебному разбирательству за измену, совершенную «за морями». Доказательства его измены были использованы в суде над Джоном Перротом позднее в том же году, что также привело к осуждению, и последующее проведение агрессивной политики против лордов Ольстера привело к началу Девятилетней Войны. В конце концов Брайан О’Рурк пал жертвой сил, стремившихся создать в Британии новое государство, первым монархом которого Яков VI Стюарт стал немногим более десяти лет спустя.
Брайан О’Рурк оставался влиятельной фигурой в борьбе ирландских лордов против английского экспансионизма в XVI веке и был ранним предшественником поколения ирландских дворян, которые сражались с англичанами в Девятилетней войне, которая возвестила конец гэльской Ирландии.
О’Рурк и по сей день остается одной из самых распространенных фамилий в графстве Литрим. В знак уважения к наследию исторических королей Западного Брейфне на гербе графства изображен изуродованный герб клана О’Рурк.

## Семья
У Брайана О’Рурка было по меньшей мере шестеро знакомых детей — Эоган, Брайан Ог, Тайг, Арт, Эоган и Мэри.
Первые двое детей О’Рурка были от Эннэлби О’Крин. Она описана как жена торговца из Слайго, и неизвестно, были ли они с Брайаном когда-либо официально женаты. У них было двое знакомых детей — Эоган, родившийся в 1562 году, и Брайан Ог, родившийся в 1568 году.
Первым официально зарегистрированным браком Брайана была леди Мэри Берк (ок. 1567 — ок. 1627), дочери Ричарда Берка, 2-го графа Кланрикарда. У них было трое детей — Тайг, родившийся в 1576 году, и еще два сына по имени Арт и Эоган. О’Рурк и Берк расстались незадолго до 1585 года, но официально так и не развелись. Тейг и, возможно, другие их дети после развода, продолжали жить с матерью в графстве Голуэй.
Позднее Брайан о’Рурк женился на Элеоноре, дочери Джеймса Фицджеральда, 14-го графа Десмонда, и у них родилась дочь Мэри. Позже они расстались, и Элеонора снова вышла замуж. Она умерла весной 1589 года. Судя по рассказам Франсиско де Куэльяра, который провел осень 1588 года в замке О’Рурка, Брайан, по-видимому, снова женился, причем его жена была описана де Куэльяром как «чрезвычайно красивая».